# Мамбо
Мамбо је латиноамерички плес са Кубе који је настао током 1940-их када је истоимени музички жанр постао популаран широм Латинске Америке. Оригинални балски плес који се појавио на Куби и у Мексику био је повезан са данзоном, иако бржи и мање крут. У Сједињеним Државама је заменио румбу као најмодернији латино плес. Касније, са појавом салсе и њеног софистициранијег плеса, у Њујорку је популаризована нова врста мамбо плеса, укључујући разбијање корака. Овај облик је добио назив „салса на 2”, „мамбо на 2” или „модерни мамбо”.
Реч мамбо потиче из дијалекта ñañigo којим се говори на Куби. Та реч вероватно нема неког правог значења, већ се појављује у фрази (шп. „abrecuto y guiri mambo“) што значи „отвори очи и слушај“. У језику банту, који потиче из западне Африке, мамбо значи „разговор са боговима“, а на Хаитију реч мамбо означава вуду свештеника, који је обављао функцију саветника, исцелитеља, егзорциста, пророка, духовног саветника и организатора друштвених догађања.
Фузија свинга и кубанске музике, односно кубанске музике и америчког џеза, створила је тај фасцинантни ритам мамба, а касније се развио и сензуални плес. Мамбо је представио Перез Прадо 1943. године у ноћном клубу „Ла Тропикана“ у Хавани, међутим почеци мамба често се приписују Кубанцима Арсениу Родригезу и Орестесу Лопезу. Од тада друге вође оркестара попут Тита Родригеза, Пупиа Кампоа, Тита Пуентеа, Мачита и Xавиера Цугата развили су своје стилове и ширили су тзв. мамбо лудило.

## Историја

### Корени
Средином 1940-их, осмишљен је плес за нови облик музике познат као мамбо (музика), који је добио име по песми Мамбо из 1938, чаранги коју је компоновао Орестес Лопез и која је популаризовала нови облик данзона који је касније био познат као данзон мамбо. Овај стил је био синкопирани, мање ригидни облик данзона који је омогућио играчима да се слободније изразе током последње секције, познатог као мамбо део.

### Мамбо плес у Мексику и на Румбераса филмовима
Из Хаване Перез Прадо је преселио своју музику у Мексико, где су његова музика и плес усвојени. Оригинални мамбо плес одликовао се слободом и компликованим корацима. Овај стил је био истакнут у филмовима Румбераса. Популарни плесачи тог доба су Нинон Севила, Марија Антониета Понс, Тонголеле, Мече Барба и Ресортес.

### Aмериканизација
Мамбо плес који је предводио Перез Прадо и који је био популаран 1940-их и 1950-их на Куби, у Мексику и Њујорку потпуно је другачији од модерног плеса који Њујорчани сада називају „мамбо” и који је такође познат као салса „на 2”. Оригинални мамбо плес уопште не садржи преломне кораке или основне кораке. Кубански плес нису прихватили многи професионални учитељи плеса. Кубански плесачи би описали мамбо као „осећање музике“, у којем су звук и покрет спојени кроз тело. Професионални учитељи плеса у САД-у су овај приступ плесу видели као „екстреман“, „недисциплинован“, и стога су сматрали да је потребно да стандардизују плес како би га представили као робу која се може продати на тржишту друштвених и плесних дворана.
Током 1940-их, порторикански плесач Педро Агилар, познат као „кубански Пит”, и његова супруга постали су популарни као врхунски мамбо плесачи тог времена, плешући редовно у Паладиуму у Њујорку. „Кубанског Пита” су магазин Лајф и легендарни Тито Пуенте прогласили су „највећим Мамбо плесачем икада”. Педро Агилар је добио надимак „Кубански Пит” и el cuchillo („Нож”) због свог мамбо плесног стила.
Модерни мамбо плес из Њујорка популаризовао је касних 1960-их до 1970-их Џорџ Васконес, председник плесне групе познате као Латин Симболикс, из Бронкса у Њујорку. Џорџ Васконес је наставио традицију мамбо плеса започету две деценије раније током „ере паладијума“. Џледили су га током 1980-их Еди Торес, Анхел Родригез из РаззМ'Тазз мамбо плесна компанија, и други, од којих су многи били друга генерација њујоршких Порториканаца. Овај стил се понекад плеше уз мамбо музику, али чешће уз салса дура (салсу старе школе). Назива се „мамбо на 2”, јер се пауза, или промена смера, у основном кораку дешава на обројавање 2. Школе Едија Тореса и РаззМ'Таза имају различите основне кораке, иако деле иста основна својства. Еди Торес описује своју верзију као „улични” стил који је развио из онога што је видео на улицама Бронкса. Верзија РаззМ'Тазз је ближа паладиумском мамбу (из плесне дворане Палладиум током 1950-их), чији је основни корак изведен из кубанског сона, са којим дели свој тајминг (234 - 678, са паузама на 1 и 5), а оба стила су изведена из америчког мамбоа са слободним корацима заснованим на џезу и тап корацима.

## O мамбу
Мамбо се изворно свира слично као румба, а може се описати као риф или као румба са паузом. Кубански музичари ће без вежбања направити паузу на било ком биту у такту. Мамбо је познат као ритам који може бити спор или брз. Обично саксофон одређује ритмички узорак, а лимена секција носи мелодију.
Први пут у Сједињеним Америчким Државама мамбо се појавио у њујоршком окупљалишту плесача из Харлема „Парк Плаза Балрум“. Године 1947. мамбо се почео изводити у „Паладиуму“, „Кина Долу“, „Хавана Мадриду“ и „Бирдланду“.
Неке од најпопуларнијих мамбо песама су (енгл. „Mambo Italiano“),,, (енгл. „I Saw Mommy Do The Mambo“) и (енгл. „They Were Doin` The Mambo“).
Већина људи мисли да је мамбо врло брз плес, напротив у својој основи он је спор и прецизан плес у којем се плесачи не крећу пуно. Све се темељи на раду ногу и бокова. Креће се на други бит. Мамбо је улични плес у којем жена и мушкарац одмеравају контролу и снагу, тј. изазивају се. Жена је врло снажна и мора бити доминантна као и мушкарац. Мушкарац покушава да задржи контролу и импресионира жену телесном способношћу и брзином. Због помало дивљих акробација изворни плес морао је бити пригушен односно морао се прилагодити масовној публици која се са мамбом упознавала у плесним студијима, хотелима и ноћним клубовима у Њујорку и Мајамију.
Мамбо лудило није трајало дуго и данас га плешу углавном напреднији плесачи. Учитељи плеса сложили су се у томе да је мамбо један од најтежих плесова. Мамбо је пуно допринио развоју плеса ча ча ча.
Мамбо је популаран, и то понајпре захваљујући филмовима који су укључивали плес, али и учитељима плеса попут Едија Тореса. Торес је каријеру градио као плесач, инструктор и кореограф. Постао је познат под надимком (енгл. „Mambo King of Latin Dance“). Торес је био одлучан у томе да плесаче упозна са оним стилом мамба за који он мисли да је аутентичан и који се данас плеше у ноћним клубовима. У деведесетим годинама 20. века тај стил постао је познат као салса. „Ово је изврсно време за латино-америчке плесове“, рекао је Торес. „Мамбо је сада ин, као што је био педесетих година 20. века. То је плес у којем има пуно утицаја других плесова, и то од афричких и кубанских плесова преко џеза, хип-хопа, па чак и балета. Никада вам неће понестати корака“.
Данас је то један од тзв. стилова салсе. Код нас је био популаран у плесним школама деведесетих година као последица филмова „Прљави плес“, „Краљеви мамба“.